# Diecezja Killala
Diecezja Killala  – diecezja Kościoła katolickiego w Irlandii. Istnieje od VI wieku. Obecnym ordynariuszem jest biskup John Fleming.

## Biskupi ordynariusze
- Św. Muredach I † (442/443 - ?)
- Kellach † (534? - 544)
- Muredach II † (około 590)
- O'Maolfoghmhair † (? - 1151)
- Imar O'Ruadhain † (? - 1177)
- Mael Isa MacMailin † ?
- Donat O'Beoda † (1198 - 1205 lub 1207)
- O’Kelly † (? - 1214)
- Cormac O'Torpaid † (? - 1226)
- John O'Maolfoghmhair † (? - 1234)
- Gilla Kelly O'Ruadhain † (? -  1253)
- John O'Laidigh, O.P. † (1264 - 1280)
- Donat O’Flaherty † (1281 - 1306)
- John Tankard † (1306 - 1343) 
  - Sede vacante (1343-1346)
- William O’Dowda † (1346 - 1350)
- Robert † (1351 - 1380 lub 1381)
- Thomas Lodowis, O.P. † (1381 - 1388)
- Thomas Orwell, O.F.M. † (1390 -  1398)
- Thomas † (1400 - ?)
- Muredach Cleragh † (? - 1403)
  - O'Hanick † (1416) (elekt)
- Connor O’Connell † (? - 1423)
- Forgall Fitzamartin, O.E.S.A. † (1425 - ?)
- Bernard O’Connell † (1430 - ?)
- Manus Fitzultagh O’Dowda † (1431 - 1436)
- Thady MacCreagh, O.P. † (1436 - ?)
- James Blakedon, O.P. † (1442 - ?)
- Forgall †
- Robert Baret † (1447 - ?)
- Roderick, O.E.S.A. † (1452 - ?)
- Richard Viel, O.Carth. † (1459 - ?)
- Miler †
- Donat O’Connor, O.P. †  (1461 - ?)
- Thomas † (6 febbraio 1471 - ?)
- John O'Cassin, O.F.M. † (1487 - 1490)
- Thomas † (1493 - 1497)
- Thomas Cleragh † (1500 - 1505)
- Malachy O'Clowan † (1505 - 1512)
- Richard Barrett † (1513 - 1544)
- Raymond O'Gallagher † (1545 - 1569)
- Donat O'Gallagher, O.F.M.Obs. † (1570 - 1580)
- John O'Cohasay, O.F.M.Obs. † (1580 - 1583)
  - Sede vacante (1583-1645)
- Francis Kirwan † (1645 - 1661)
  - Sede vacante (1661-1707)
- Thaddeus Francis O’Rourke, O.F.M.Ref. † (1707 -  1735)
- Peter Archdeacon, O.F.M. † (1735 -  1739)
- Bernard O’Rourke † (1739 -  1743)
- John Brett, O.P. † (1743 -  1748)
- Mark Skerret † (1749 - 1749)
- Bonaventura MacDonnell, O.F.M. † (1749 -  1760)
- Philip Phillips † (1760 -1776)
- Alexander Irwin † (1776 -  1779)
- Dominic Bellew † (1779 - 1812)
- Peter Waldron † (1814 - 1834)
- John MacHale † (1834 - 1834)
- Francis O'Finan, O.P. † (1835 - 1847)
- Thomas Feeny † (1848 - 1873)
- Hugh Conway † (1873 - 1893)
- John Conmy † (1893 - 1911)
- Jacob Naughton † (1911 - 1950)
- Patrick O’Boyle † (1950 - 1970)
- Thomas McDonnell † (1970 - 1987)
- Thomas Anthony Finnegan † (1987 - 2002)
- John Fleming, od 2002